# Trinitarios
 (juin 2012).
Les Trinitarios ou 3ni sont un gang de rue ultra violent né à New York en 1989. Il est composé de Latinos-Américains et notamment de citoyens de la République dominicaine immigrés à New York. Les trinitarios sont reconnus pour être le gang le plus actif et le plus agressif de New York ; ils contrôlent le Bronx, Brooklyn, Washington Heights et le New Jersey. Ils se débarrassent de leurs rivaux à coups de machette, sans pour autant négliger les armes à feu. Les Trinitarios s'identifient à la couleur verte ainsi qu'aux couleurs du drapeau de leur pays, la République dominicaine, le bleu, le rouge et le blanc[source insuffisante].

## Histoire
En 1989 un détenu de la prison de Rikers Island, appelé El Caballon eut l'idée de former un gang pour protéger tous les détenus d'origine hispanique de la prison[réf. nécessaire]. Ce gang fut rapidement converti en un gang de rue qui contrôla les rues de New York et le New Jersey ; mais en 1990 apparut un autre gang d'origine dominicaine appelé Dominicans Don't Play (gang rival des Trinitarios), mais aussi les Bloods, et les Crips[source insuffisante].

## Identification
Les Trinitarios portent des colliers en perles aux couleurs de leur drapeau (République dominicaine), le bleu, le rouge, le blanc mais aussi du vert pour montrer qu'ils appartiennent aux Trinitarios et s'habillent de ces mêmes couleurs[réf. nécessaire]. Les Trinitarios préfèrent abattre leurs ennemis à la machette[réf. nécessaire]. Ils recrutent dans les zones de leurs territoires et même par Youtube, Facebook, Myspace...